# Ceradocus colei
Ceradocus colei är en kräftdjursart som beskrevs av Louis Otto Kunkel 1910. Ceradocus colei ingår i släktet Ceradocus och familjen Melitidae. Inga underarter finns listade i Catalogue of Life.